# Parallelia duplexa
Parallelia duplexa là một loài bướm đêm trong họ Erebidae.